# Tunel Rennsteig
Tunel Rennsteig (niem. Rennsteigtunnel) – tunel drogowy położony w kraju związkowym Turyngia w Niemczech.

## Opis
Tunel jest najdłuższym tunelem drogowym w Niemczech. Jego długość wynosi 7916 metrów. Po włoskim tunelu Gran Sasso, austriackim Plabutsch i szwajcarskim Seelisberg jest czwartym najdłuższym dwudrożnym tunelem w Europie. Położony w ciągu autostrady A 71 Erfurt–Schweinfurt, między węzłami Gräfenroda i Oberhof (Zella-Mehlis).

## Historia
Budowę rozpoczęto 26 czerwca 1998 roku. Tunel został oficjalnie otwarty 5 lipca 2003 roku, przez ówczesnego kanclerza federalnego Gerharda Schrödera. Tunel wybudowano w przeciągu 57 miesięcy, a koszt budowy wyniósł ok. 200 milionów euro.

## Konstrukcja
Rura zachodnia tunelu ma długość 7916 m, natomiast długość rury wschodniej wynosi 7878 m. Odległość między rurami to ok. 25 metrów. Każda z rur ma prześwit o szerokości wynoszącej 9,5 m i wysokości 4,5 m. Jezdnie posiadają po dwa pasy ruchu o szerokości 3,5 m, pas krawędziowy (0,25 m), drogi awaryjne po obu stronach o szerokości jednego metra i dwanaście zatok awaryjnych. Rury połączone są 25 poprzecznymi przejściami w odstępach co 300 m. Ze względu na długość tunelu centrum wymiany powietrza ulokowano w dolinach Kehltal, 3041 m od północnego portalu i Floßgraben, 2460 m od południowego portalu. Istnieją trzy mniej więcej równej długości sekcje wentylacyjne do wentylacji wzdłużnej. Powietrze z tunelu jest wciągane w centrach wymiany powietrza za pomocą czterech wentylatorów i wydmuchiwane przez kominy, które wystają ponad 20 m nad ziemią. Świeże powietrze jest zasysane przez kanały wentylacyjne w centrach wentylacyjnych i wdmuchiwane przez cztery wentylatory osiowe. Wentylację wzdłużną zapewniają wentylatory strumieniowe. Sklepienie tunelu składa się z zewnętrznej powłoki z betonu natryskowego, w zależności od warunków górskich od 5 cm (niewzmocnione) i 25 cm (wzmocnione), uszczelnienia (hydroizolacji) z jednowarstwowych membran wodoszczelnych o grubości 2 mm i wzmocnionej żelbetowej powłoki zewnętrznej o grubości 30 do 35 cm.

## Bezpieczeństwo
Zgodnie z testem przeprowadzonym w 2004 roku przez ADAC, tunel Rennsteig jest najbezpieczniejszym tunelem w Europie ze wszystkich tuneli biorących udział w teście. Wyposażony jest w zamykane kabiny alarmowe z kamerą i gaśnicami ręcznymi ulokowane co 150 m; poprzeczne przejścia z drzwiami przeciwpożarowymi ulokowane co 300 metrów, a także umieszczone co 600 m (w zatokach awaryjnych) przejazdy awaryjne dla pojazdów ratunkowych, umożliwiające przedostanie się między obiema rurami tunelu. Ponadto kanały powietrza nawiewanego w centrach wymiany powietrza mogą być wykorzystane jako dostęp dla pojazdów ratowniczych. Zasilanie w sytuacji awaryjnej zapewnia system akumulatorowy. Tunel jest zablokowany dla transportu towarów niebezpiecznych w ramach ADR – (międzynarodowej konwencji dotyczącej drogowego przewozu towarów i ładunków niebezpiecznych) z kodem ograniczenia E. W ramach projektu pilotażowego od października 2016 roku testowany jest nowy system nadzorujący jazdę w niewłaściwym kierunku, tzw. „pod prąd”. Czujniki monitorują kierunek jazdy pojazdów podczas wjazdu do tunelu.

## Galeria

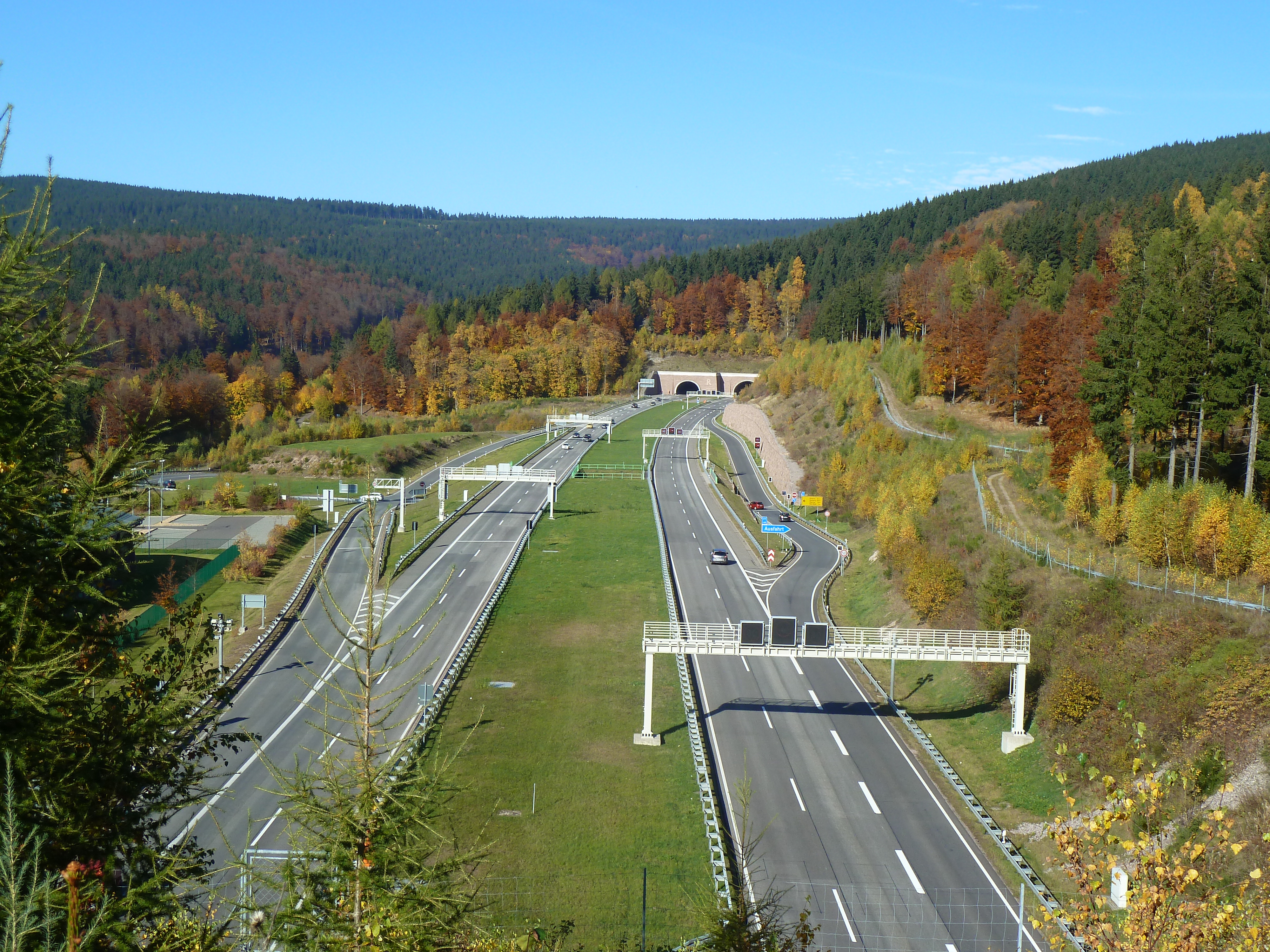
Portal wjazdowy od strony Oberhof (Zella-Mehlis)
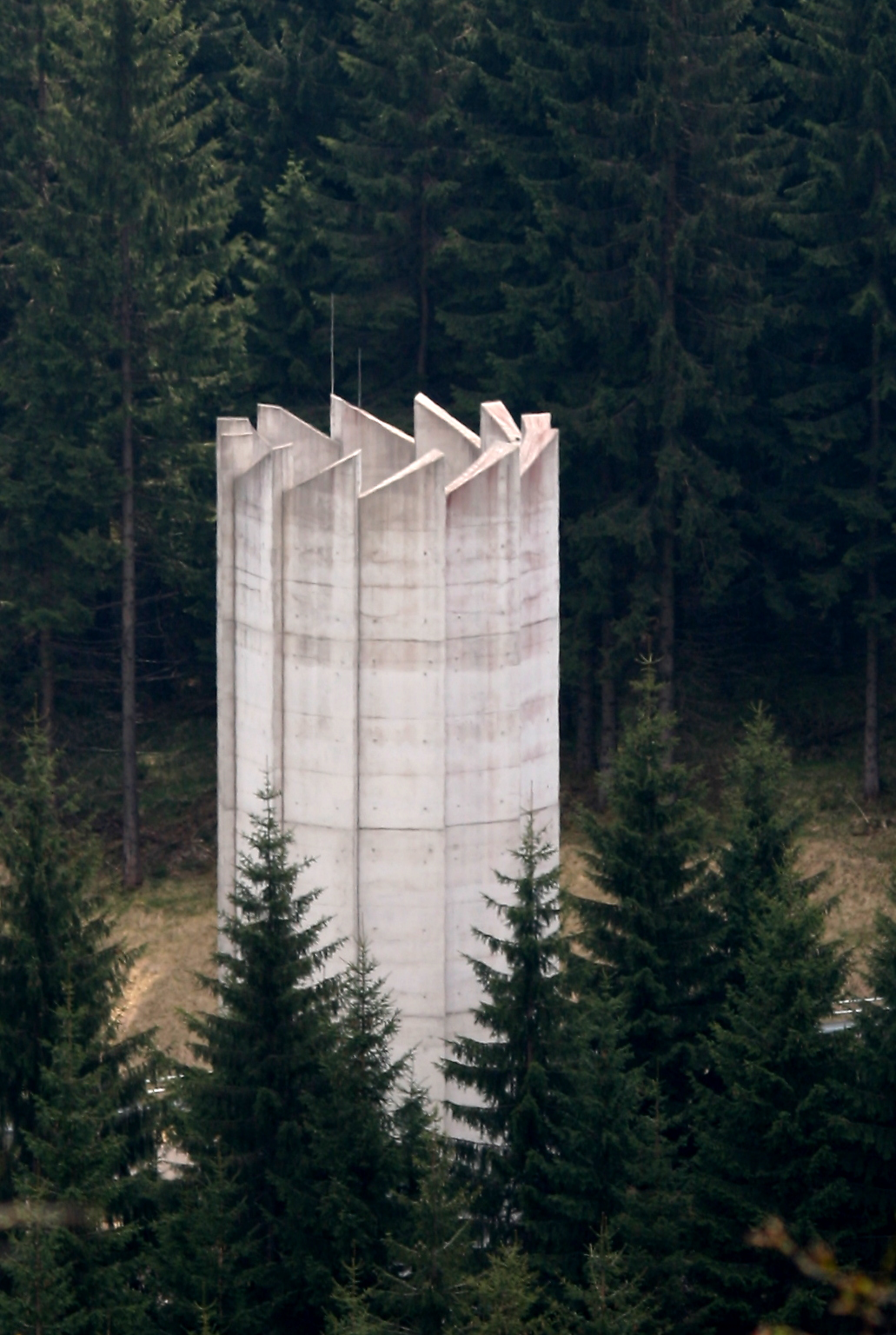
Komin wentylacyjny
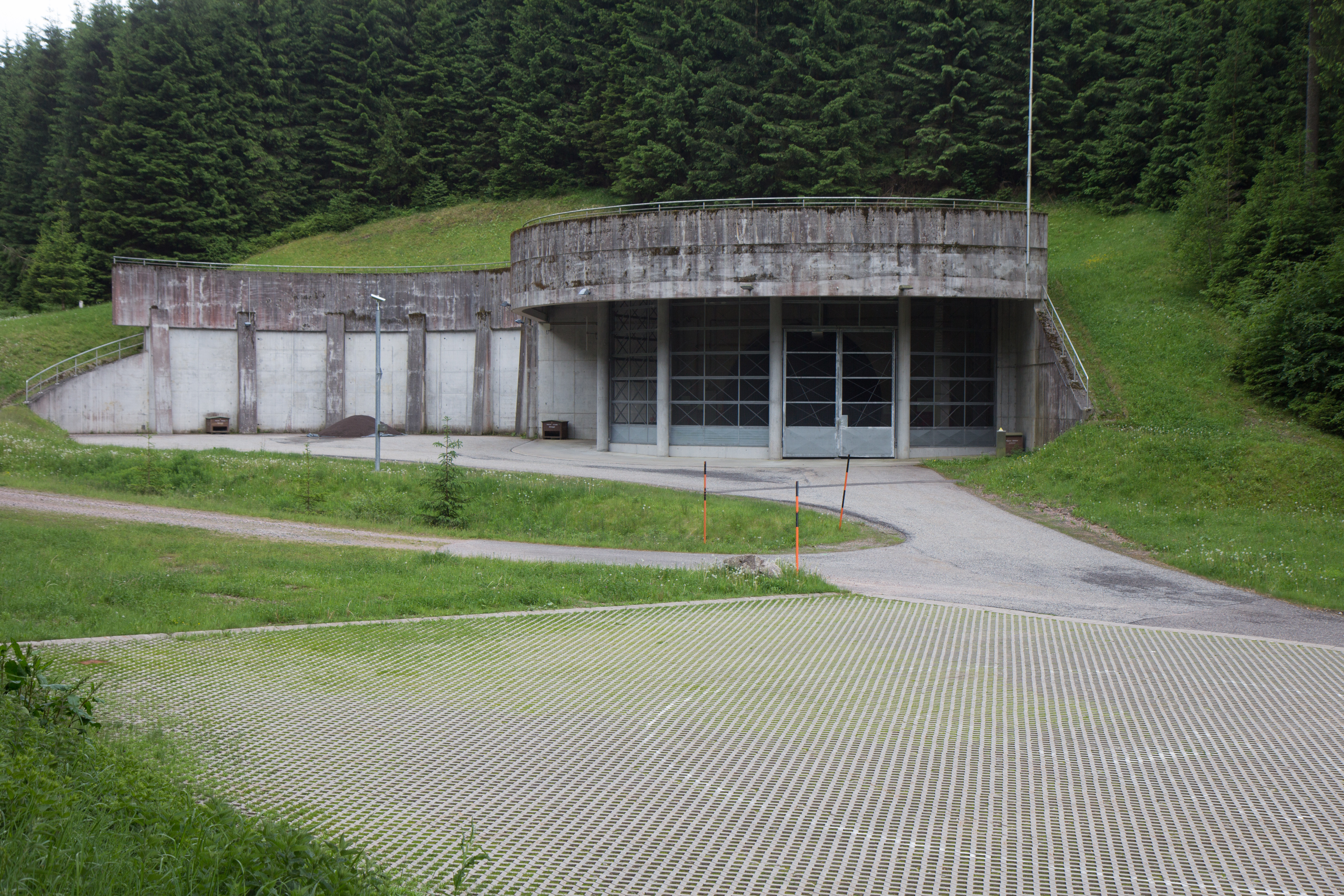
Centrum wymiany powietrza Floßgraben